# Sarcodum
Sarcodum là một chi thực vật có hoa thuộc họ Fabaceae. Nó thuộc phân họ Faboideae.

## Phân bố
Các loài trong chi này có tại đông nam Trung Quốc, Việt Nam, Lào, Malesia, quần đảo Solomon.

## Các loài
Plants of the World Online ghi nhận 3 loài:
- Sarcodum bicolor Adema, 1999
- Sarcodum scandens Lour., 1790
- Sarcodum solomonense R.Clark, 2008